# Phillip Danault
Phillip Jacques Joseph Danault (* 24. Februar 1993 in Victoriaville, Québec) ist ein kanadischer Eishockeyspieler, der seit Juli 2021 bei den Los Angeles Kings aus der National Hockey League unter Vertrag steht und dort auf der Position des linken Flügelstürmers spielt. Zuvor war er in der NHL bereits für die Chicago Blackhawks und Canadiens de Montréal aktiv.

## Karriere

### Jugend
Phillip Danault wurde in Victoriaville geboren und im Entry Draft der Ligue de hockey junior majeur du Québec (LHJMQ) von den dort ansässigen Tigres an neunter Gesamtposition ausgewählt. Sein Vater war zuvor knapp 20 Jahre als Stadionsprecher für das Franchise tätig gewesen. In seiner ersten Saison erzielte der linke Flügelstürmer 28 Scorerpunkte in 61 Spielen für die Tigres und nahm zudem über den Jahreswechsel mit dem Team Canada Québec an der World U-17 Hockey Challenge 2010 teil. Bereits im Sommer 2010 übernahm Danault das Kapitänsamt seiner Mannschaft und steigerte seine persönliche Statistik auf 23 Tore und 44 Vorlagen. Zudem wurde er zum CHL Top Prospects Game eingeladen und mit der Trophée Guy Carbonneau als bester defensiver Angreifer ausgezeichnet, sodass er im anschließenden NHL Entry Draft 2011 an 26. Position von den Chicago Blackhawks ausgewählt wurde.

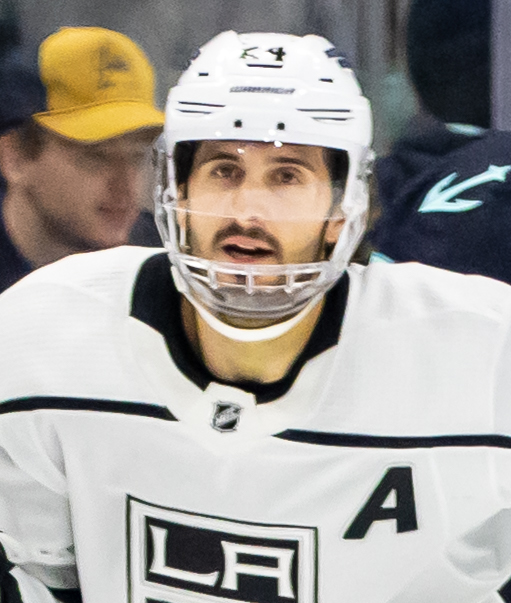
Danault im Trikot der Los Angeles Kings (2023)

Im Anschluss kehrte er für eine weitere Saison in die LHJMQ zurück, ehe ihn die Blackhawks im Januar 2012 mit einem Einstiegsvertrag ausstatteten. Nach dem Erstrunden-Aus der Tigres in den Playoffs wechselte Danault erstmals in das System der Blackhawks, als er sieben Einsätze für deren Farmteam, die Rockford IceHogs, in der American Hockey League (AHL) verbuchte. In der anschließenden Vorbereitung auf die Spielzeit 2012/13 konnte sich Danault jedoch nicht im AHL-Kader etablieren, sodass er für eine weitere Saison in die LHJMQ geschickt wurde. Diese verbrachte er nur zur Hälfte in Victoriaville, da ihn die Tigres im Januar 2013 im Tausch für Gabriel Gagné und mehrere Draft-Wahlrechte an die Moncton Wildcats abgaben. Ferner war er über den Jahreswechsel Teil der kanadischen U20-Nationalmannschaft, die bei der U20-Weltmeisterschaft 2013 den vierten Platz belegte. Der Kanadier beendete die Spielzeit mit 31 Einsätzen für die Wildcats sowie mit fünf weiteren AHL-Spielen für die IceHogs.

### NHL
Die Saison 2013/14 verbrachte Danault, der aus Altersgründen aus der LHJMQ ausgeschieden war, komplett bei den IceHogs, für die er in 72 Spielen 26 Scorerpunkte erzielte. Bis auf sein Debüt für die Blackhawks in der National Hockey League (NHL) im November 2014, dem ein weiterer Einsatz folgte, verhielt es sich ebenso in der Spielzeit 2014/15. Erst mit Beginn der Saison 2015/16 etablierte sich Danault im NHL-Aufgebot der Blackhawks und absolvierte 30 Spiele, in denen er fünf Scorerpunkte verbuchte. Im Februar 2016 wurde der Angreifer dann samt einem Zweitrunden-Wahlrecht für den NHL Entry Draft 2018 an die Canadiens de Montréal abgegeben, die im Gegenzug Dale Weise und Tomáš Fleischmann nach Chicago schickten. Die Canadiens setzten ihn bis zum Saisonende ausschließlich in der NHL ein und verlängerten seinen auslaufenden Vertrag im Sommer 2016 um zwei Jahre. Daraus wurden im Sommer 2018 drei weitere Jahre, bevor der Angreifer in der Spielzeit 2018/19 mit 53 Scorerpunkten seine bisher beste NHL-Statistik erreichte. Mit den Canadiens erreichte der Kanadier in den Stanley-Cup-Playoffs 2021 die Finalserie, in denen sie allerdings den Tampa Bay Lightning mit 1:4 unterlagen.
Anschließend wurde Danault zum Unrestricted Free Agent und unterschrieb im Juli 2021 einen Sechsjahresvertrag bei den Los Angeles Kings, der ihm ein durchschnittliches Jahresgehalt von 5,5 Millionen US-Dollar einbringen soll.

## Erfolge und Auszeichnungen
- 2010 Goldmedaille beim Ivan Hlinka Memorial Tournament
- 2011 Teilnahme am CHL Top Prospects Game
- 2011 Trophée Guy Carbonneau

## Karrierestatistik
Stand: Ende der Saison 2024/25

### International
Vertrat Kanada bei:
- World U-17 Hockey Challenge 2010
- Ivan Hlinka Memorial Tournament 2010
- U20-Weltmeisterschaft 2013
- Weltmeisterschaft 2025

(Legende zur Spielerstatistik: Sp oder GP = absolvierte Spiele; T oder G = erzielte Tore; V oder A = erzielte Assists; Pkt oder Pts = erzielte Scorerpunkte; SM oder PIM = erhaltene Strafminuten; +/− = Plus/Minus-Bilanz; PP = erzielte Überzahltore; SH = erzielte Unterzahltore; GW = erzielte Siegtore; 1 Play-downs/Relegation; Kursiv: Statistik nicht vollständig)